# Keratella taksinensis
Keratella taksinensis är en hjuldjursart som beskrevs av Chittapun, Pholpunthin och Segers 2002. Keratella taksinensis ingår i släktet Keratella och familjen Brachionidae. Inga underarter finns listade i Catalogue of Life.